# مطار ميرسينج
مطار ميرسينج (إياتا: MEP، إيكاو: WMAU) هو مطار يقع في منطقة ميرسينج، جوهور، ماليزيا.